# Henrik Arildskov
Henrik Kaalund Arildskov (* 25. April 1939 oder 1940) ist ein dänischer Gärtner, Berufsschullehrer und Fernsehmoderator.

## Leben

### Ausbildung, Privat- und Berufsleben
Er wuchs am Stadtrand von Aarhus auf und interessierte sich bereits in der Kindheit für Pflanzen. Nach seinem Schulabschluss begann er zunächst eine Ausbildung in einer Rosenzuchtgärtnerei, realisierte aber bald, dass die dortige Arbeit – zumeist allein und ohne viel soziale Interaktion – ihm nicht zusagte. Stattdessen wollte er lieber mit anderen Menschen zusammenarbeiten und nahm deshalb ein Studium am Lehrerseminar von Aarhus auf, das er 1963 abschließen konnte. Anschließend unterrichtete er mehrere Jahre lang Biologie und Geographie. Er verlor schließlich die Lust daran, als neue bildungspolitische Regelungen vorschrieben, dass der Unterricht hauptsächlich im Klassenraum stattzufinden habe. Insbesondere in Hinblick auf seine eigenen Fächer teilte Arildskov diese Ansicht nicht und zog sich deshalb aus dem Beruf zurück. Daraufhin besuchte er ab 1981 das Techcollege, eine Berufsschule in Aalborg, und beendete dort seine gärtnerische Ausbildung. In der Folge lehrte fast zwei Jahrzehnte Garten- und Landschaftsbau am Techcollege, ehe er 2000 in den Ruhestand ging.
Gemeinsam mit seiner ersten Ehefrau erwarb er 1987 einen leerstehenden Landwirtschaftshof südöstlich von Hjørring. Den Großteil des 9,8 Hektar großen Grundstückes verpachteten sie als Ackerland und Weideflächen, der Garten misst allerdings noch immer mehr als 7000 Quadratmeter. Zwischenzeitlich bewirtschaftete er dort eine kleine Plantage für Weihnachtsbäume. Das Paar ließ sich im Jahr 2000 scheiden; mittlerweile hat Arildskov eine norwegische Lebensgefährtin. Er engagiert sich in Schulgartenprojekten in Hjørring und wurde darüber hinaus im Oktober 2013 in Aabybro für ein Jahr zum Botschafter der Vildmose-Kartoffeln ernannt, die nördlich des Limfjords in Torfmullerde angebaut werden.
Zudem ist er begeisterter Hobbygeologe. Er interessiert sich insbesondere für die Geschiebe seiner Heimatregion und lagert in seinem Gartenschuppen mit über 7000 selbst gesammelten Exemplaren Nordjütlands mutmaßlich größte Sammlung an Kristallingesteinen. Als Mitglied des Vendsyssel Stenklub (de.: Vendsyssel Steinverein) leitet Arildskov geologische Führungen am Strand vor Hirtshals und war im Sommer 2012 an der Einrichtung einer kleinen Dauerausstellung zu Gesteinen in einem Nebengebäude des Hirtshals Fyr beteiligt.

### Fernsehkarriere
Überregionale Bekanntheit erreichte Arlidskov durch die bei TV 2/Nord übertragene halbstündige Sendung Haven (de.: Garten). Zusammen mit  Per Jensen –  einem Journalisten des Senders – besuchte er dabei Privatgärten in Nordjütland, erläuterte den jeweiligen Bewuchs und gab den Besitzern Hinweise zur Pflege und Bepflanzung. Zwischen März 1997 und der Einstellung des Programms im September 2014 wurden über 700 Episoden ausgestrahlt. Seit Ende März 2017 ist Arlidskov gemeinsam mit Jensen nach ähnlichem Konzept wieder im Fernsehen zu sehen: Die einstündige Sendung De Gamle Gartnere (de.: Die alten Gärtner) wird vom kleinen Sender TV Fritid produziert und während der Sommermonate im Kanal Nord, einer Art offenem Kanal, ausgestrahlt. Mittlerweile (Stand: September 2020) wurden 118 Folgen gesendet.